# Linkeroever-Oekraïne

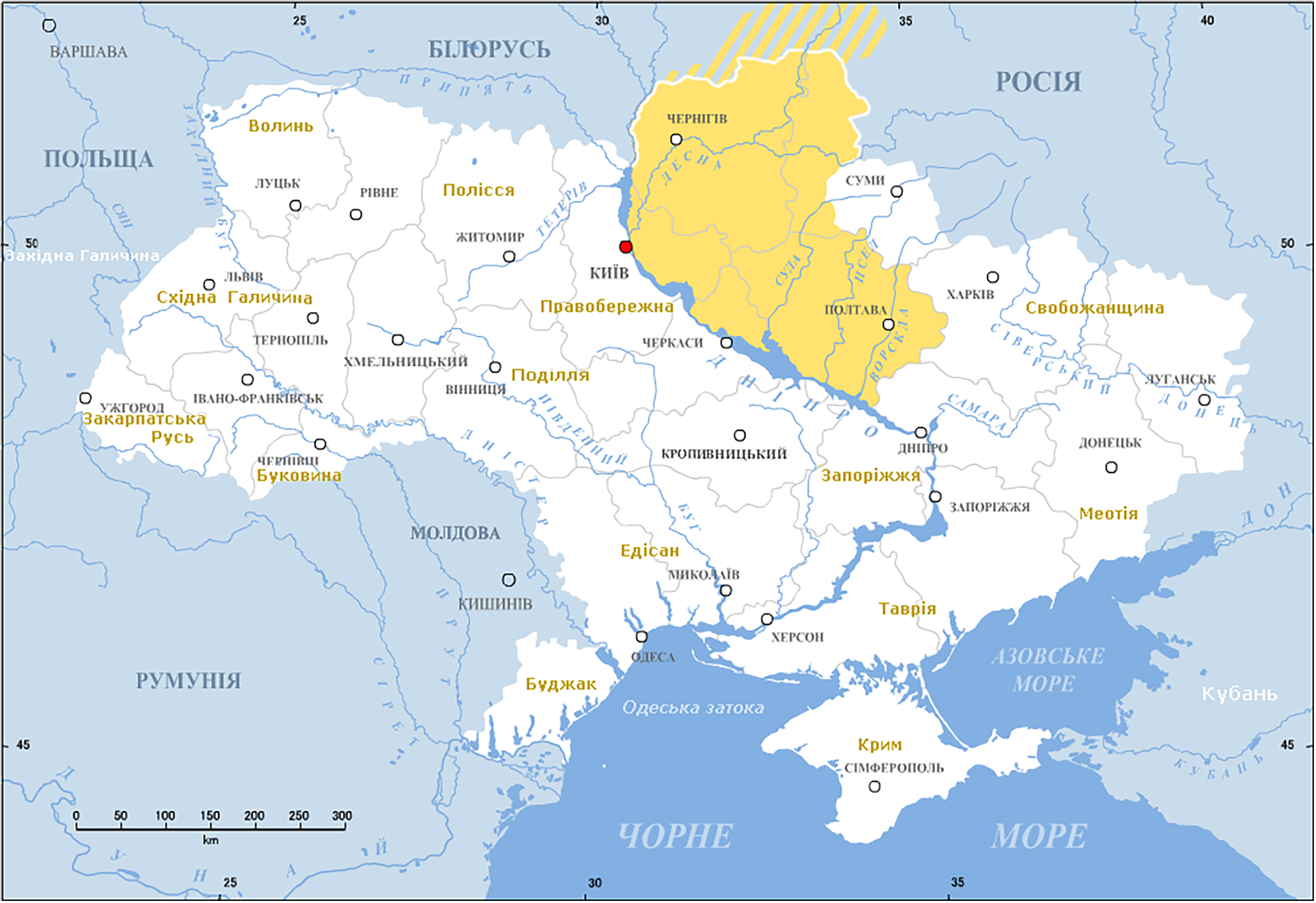
Linkeroever-Oekraïne

Linkeroever-Oekraïne (Oekraïens: Лівобережна Україна) (Russisch: Левобережная Украина) (Pools: Lewobrzeżna Ukraina) is een historische naam van een deel van Oekraïne op de linkeroever (oostelijke oever) van de rivier de Dnjepr, overeenkomend met de huidige oblasten  Tsjernihiv, Poltava, Soemy en de oostelijke delen van Kiev en Tsjerkassy.
De term werd bij de verkiezingen voor de Oekraïense hetman in 1663 voor het eerst gebruikt door Ivan Brijoechovetski. Hij nam het op tegen Pavlo Teteria om de eerste hetman van Linkeroever-Oekraïne te worden die onder de Russische invloedssfeer viel.
Tot de zeventiende eeuw hoorde het gebied bij het Pools-Litouwse Gemenebest en sinds het Verdrag van Perejaslav van 1654 viel het zuidelijke deel Taurida onder de controle van het Keizerrijk Rusland en bij het Verdrag van Androesovo van 1667 en de Eeuwige Vrede van 1686  werd de Russische positie door het Pools-Litouws gemenebest erkend.  De tsaren gaven Linkeroever-Oekraïne net zoals het Kozakken-Hetmanaat  een autonome positie binnen het rijk. In de achttiende eeuw nam de autonome positie af totdat in 1775 de Zaporozje-vojska werd afgeschaft.